# علاقات ليتوانيا الخارجية
ليتوانيا هي دولة شمالية تقع على الشاطئ الجنوبي الشرقي لبحر البلطيق، وهي عضو في منظمة الأمم المتحدة، ومنظمة الأمن والتعاون في أوروبا، والاتحاد الأوروبي، ومنظمة حلف شمال الأطلسي، ومنظمة التجارة العالمية. تقيم ليتوانيا حاليًا علاقات دبلوماسية مع 186 دولة. أصبحت ليتوانيا عضوًا في الأمم المتحدة في 18 سبتمبر 1991، وهي من الدول الموقعة على عدد من منظماتها والاتفاقيات الدولية الأخرى. وهي أيضًا عضو في منظمة الأمن والتعاون في أوروبا، ومنظمة حلف شمال الأطلسي ومجلس تنسيق شمال الأطلسي الملحق بها، ومجلس أوروبا، والاتحاد الأوروبي. حصلت ليتوانيا على عضوية منظمة التجارة العالمية في 31 مايو 2001.

## عضوية ليتوانيا في الاتحاد الأوروبي
في 1 مايو 2004، أصبحت ليتوانيا واحدة من 27 دولة عضو في الاتحاد الأوروبي. تؤثر أنشطة الاتحاد الأوروبي على مجالات مختلفة من السياسة، من حقوق المستهلك إلى مسائل الدفاع الوطني. في النصف الثاني من عام 2013، تولت ليتوانيا رئاسة مجلس الاتحاد الأوروبي. عززت العضوية في الاتحاد من الاقتصاد المحلي، مما أتاح لها الوصول إلى السوق الأوروبية الواسعة. تستمر الاستثمارات الأجنبية المباشرة في ليتوانيا بالنمو. تستعد البلاد لتصبح مستقلة في مجال الطاقة. فتح الانضمام إلى منطقة شنغن في عام 2007 إمكانيات حرية حركة المواطنين والبضائع عبر 25 دولة أوروبية. يتمتع مواطنو ليتوانيا بضمانات اجتماعية متساوية أثناء العمل أو السفر أو الدراسة في بلدان المنطقة. تستفيد البلاد الآن من تمويل إضافي من صندوق الاتحاد الأوروبي وتمويل البرامج في مجال التعليم والعلوم. يتمتع كل مواطن في ليتوانيا، بصفته مواطنًا في الاتحاد الأوروبي، بضمان المساعدة القنصلية للمكاتب الممثلة للاتحاد الأوروبي في البلدان التي لا تحوي مكاتب لليتوانيا.

## عضوية ليتوانيا في الناتو
في 29 مارس عام 2004، أصبحت ليتوانيا عضوًا في منظمة حلف شمال الأطلسي وهو اتحاد دفاعي قائم على التعاون السياسي والعسكري للدول ذات السيادة. يلتزم أعضاؤه بحماية الحرية وحراسة التراث والحضارة المشتركة في ظل مبادئ الديمقراطية والحرية الفردية وسيادة القانون. وفقًا للمادة الخامسة من الاتفاقية، فإن جميع دول الناتو ملزمة بالدفاع عن بعضها البعض. دخلت ليتوانيا في تعاون مع الناتو في عام 1991. بعد خمس سنوات، أطلقت ليتوانيا بعثتها الدبلوماسية إلى المنظمة، وفي أواخر عام 2002، تمت دعوة ليتوانيا وست دول أخرى لبدء مفاوضات حول العضوية في التحالف. ترى ليتوانيا اليوم في حلف شمال الأطلسي نظام الدفاع الجماعي الرئيسي والأكثر فعالية، وهو نظام يضمن أمن الدولة ويدعم تأجيل العدوان المحتمل، ويستخدم كل التدابير المتاحة لتعزيز العلاقات عبر المحيط الأطلسي للمساهمة في تعزيز العلاقات بين الاتحاد الأوروبي والولايات المتحدة.

## ليتوانيا جزءًا من منطقة شمال أوروبا
تعد ليتوانيا أيضًا عضوًا فعالًا في التعاون بين بلدان شمال أوروبا. ليتوانيا عضو في جمعية البلطيق البرلمانية، ومجلس وزراء البلطيق الحكومي الدولي ومجلس دول بحر البلطيق.
وتتعاون ليتوانيا أيضًا مع بلدان الشمال الأوروبي وبلدين آخرين من بلدان البلطيق من خلال صيغة التعاون بين دول البلطيق الشمالية الثمانية إن بي8. توحد الصيغة المشابهة لها والتي تسمى إن بي6 دول الشمال ودول البلطيق الأعضاء في الاتحاد الأوروبي. الهدف الرئيسي للتعاون في إن بي6 هو مناقشة المواقف والاتفاق عليها قبل عرضها في مجلس الاتحاد الأوروبي واجتماعات وزراء خارجية الاتحاد الأوروبي.
تأسس مجلس دول بحر البلطيق في عام 1992 في كوبنهاغن كمنتدى سياسي إقليمي غير رسمي، يهدف بشكل رئيسي إلى تعزيز عملية التكامل وإقامة اتصالات وثيقة بين بلدان المنطقة. أعضاء مجلس دول بحر البلطيق هم الدنمارك وإستونيا وفنلندا وألمانيا وأيسلندا ولاتفيا وليتوانيا والنرويج وبولندا وروسيا والسويد والمفوضية الأوروبية. والدول المراقبة هي بيلاروس وفرنسا وإيطاليا وهولندا ورومانيا وسلوفاكيا وإسبانيا والولايات المتحدة والمملكة المتحدة وأوكرانيا.
التعاون بين مجلس وزراء بلدان الشمال الأوروبي وليتوانيا هو تعاون سياسي يسهم من خلاله تبادل الخبرات في تحقيق الأهداف المشتركة. ومن أهم وظائفه اكتشاف اتجاهات جديدة وإمكانيات جديدة للتعاون المشترك. يهدف مكتب الإعلام إلى تمثيل مفاهيم الشمال وإظهار تعاون الشمال في ليتوانيا.
ليتوانيا، جنبًا إلى جنب مع دول البلطيق الأخرى، هي أيضًا عضو في بنك الاستثمار الاسكندنافي (إن آي بي) وتتعاون في برنامج نوردبلاس الملتزم بالتعليم.
منتدى تنمية البلطيق (بي دي إف) هو منظمة مستقلة غير ربحية توحد الشركات الكبيرة والمدن وجمعيات الأعمال والمؤسسات في منطقة بحر البلطيق. في عام 2010، عقدت القمة 12 لمنتدى تنمية البلطيق في فيلنيوس.